# Victoria (État)
Pour les articles homonymes, voir Victoria.
Le Victoria est un État fédéré australien situé dans le Sud-Est de l'île principale de l'Australie.
Il est limité au nord par la Nouvelle-Galles du Sud, à l'ouest par l'Australie-Méridionale, au sud-ouest par la Grande Baie australienne — espace maritime considéré comme relevant pour les Australiens de l'océan Austral —, au sud par le détroit de Bass et au sud-est, sur environ 8 kilomètres, par la mer de  Tasman.
Avec une superficie totale de 237 629 kilomètres carrés, soit environ la taille du Royaume-Uni, l'État du Victoria est le plus petit du continent australien. C'est aussi le plus urbanisé et celui avec la plus forte densité de population (27 habitants au kilomètre carré en 2018).
Dans les années 1830, la région était une zone d'exploitations agricoles ; puis la découverte d'or en 1851 la transforma en important centre industriel et commercial.
Avec 6,5 millions d'habitants en 2018, l'État du Victoria est le deuxième plus peuplé d'Australie, derrière la Nouvelle-Galles du Sud. La capitale, Melbourne, abrite plus de 70 % de la population de l'État.
Son nom abrégé est VIC et ses codes postaux de quatre chiffres incluent de 3000 à 3999 et de 8000 à 8999.

## Histoire
L'État du Victoria a été le lieu de vie de nombreuses nations autochtones qui ont occupé la région pendant des dizaines de milliers d'années. Selon Gary Presland, les Aborigènes ont vécu au Victoria pendant environ 40 000 ans, menant une existence semi-nomade vivant de la pêche, de la chasse, de la cueillette et de l'élevage d'anguilles.
L'histoire orale et les récits de la création des populations Wada wurrung, Woiwurrung et Bun wurrung décrivent l'inondation de la baie de Melbourne qui était autrefois un terrain de chasse pour le kangourou. Les récits de la création décrivent comment Bunjil a été à l'origine de la baie lorsqu'il a créé le fleuve Yarra qui a inondé la région.
Au début de l'automne, il y avait souvent de grands rassemblements allant jusqu'à mille personnes pour un à deux mois dans les marais du mont William ou au bord du lac Bolac pour la migration annuelle des anguilles. Plusieurs tribus participaient à ces réunions comme les Girai wurrung, Djargurd wurrung, Dhauwurd wurrung et les Wada wurrung. Près du mont William, un réseau complexe de canaux, de déversoirs, de pièges à anguilles et d'abris en pierres avaient été construits, signe d'un mode de vie semi-permanent dans lequel les anguilles étaient une composante économique importante pour l'alimentation et le troc, en particulier l'Anguille australe.
Après la fondation de la colonie de Nouvelle-Galles du Sud en 1788, les Britanniques divisent en deux le continent australien : une moitié est nommée Nouvelle-Galles du Sud (New South Wales) et une moitié ouest nommée Nouvelle Hollande (New Holland) sous le contrôle du gouvernement colonial de Sydney. La première colonie à s'installer dans l'actuel État du Victoria le fut à Portland, sur la côte, à l'ouest de l'État. Melbourne fut fondée en 1835 par John Batman.
Le processus de colonisation a entraîné des conflits avec les populations autochtones ; voir Guerres de la frontière en Australie#Victoria.
Depuis sa création, la région (district) autour de Melbourne fut appelée « the Port Phillip District » et disposa d'une certaine autonomie avant sa séparation complète avec la Nouvelle-Galles du Sud et de devenir la colonie du Victoria (the Colony of Victoria) en 1851.
En 1851, de l'or fut découvert près de Ballarat puis à Bendigo avant de nouvelles découvertes dans de nombreuses régions de la colonie. Cela provoqua l'une des plus grandes ruées vers l'or jamais vues au monde. La colonie se développa en population et en puissance économique. En dix ans, la population de l'État fut multipliée par sept, passant de 76 000 à 540 000 habitants. Toutes sortes de records furent battus, allant du « champ aurifère le plus riche en or » à « la plus grosse pépite ». Dans la décennie 1851-1860, la colonie produisit 20 millions d'onces d'or soit le tiers de la production mondiale.
Des immigrants arrivèrent du monde entier pour chercher de l'or, notamment d'Irlande et de Chine. Beaucoup de Chinois travaillèrent dans le Victoria et leur descendance est particulièrement importante à Bendigo et dans ses environs. Leur arrivée fut assez mal vue et il y eut même des émeutes racistes contre eux à Buckland Valley près de Bright en 1857.
Les conditions sanitaires dans les sites de recherches étaient particulièrement mauvaises et une épidémie de typhoïde éclata à Buckland Valley en 1854 tuant plus de 1 000 mineurs.
En 1854, les mineurs se révoltèrent et éclata une rébellion armée contre le gouvernement de l'État pour protester contre les taxes qu'on leur avait imposées (the Eureka Stockade). La révolte fut réprimée par les troupes britanniques mais par la suite des chefs de la rébellion furent élus au Parlement de l'État et cette période est encore perçue parfois à l'heure actuelle comme une étape importante dans le développement d'une démocratie en Australie.
La première intervention militaire de la colonie fut d'envoyer des troupes et un bateau de guerre en Nouvelle-Zélande pour participer aux guerres qui opposaient Māoris et Britanniques, les « Maori Wars ». Mais ce n'était pas la première intervention australienne à l'étranger, la Nouvelle Galles du Sud était déjà intervenue dans la guerre de Crimée.
En 1901, la colonie devint un État australien du « Commonwealth of Australia » et Melbourne fut le centre financier de l'Australie et de la Nouvelle-Zélande. Entre 1901 et 1927, Melbourne fut la capitale du Commonwealth en attendant la fin de la construction de Canberra.
À l'époque, Melbourne était la plus grande ville d'Australie et la deuxième de l'empire britannique après Londres. Bien que Melbourne reste un important centre financier influent et le siège de plusieurs compagnies nationales et internationales, son influence a décru pendant les années 1970 et 1980 aux dépens de Sydney qui prenait de plus en plus de poids.
Début 2009, la canicule qui sévit sur l'ensemble du territoire australien s'avéra plus lourde de conséquences dans la région de Melbourne où des feux ravagèrent plus de trois mille kilomètres carrés de forêt, détruisirent un petit peu moins d'un millier de maisons et firent plusieurs centaines de morts.
Ces incendies ont compté parmi les plus destructeurs de l'histoire.

## Géographie

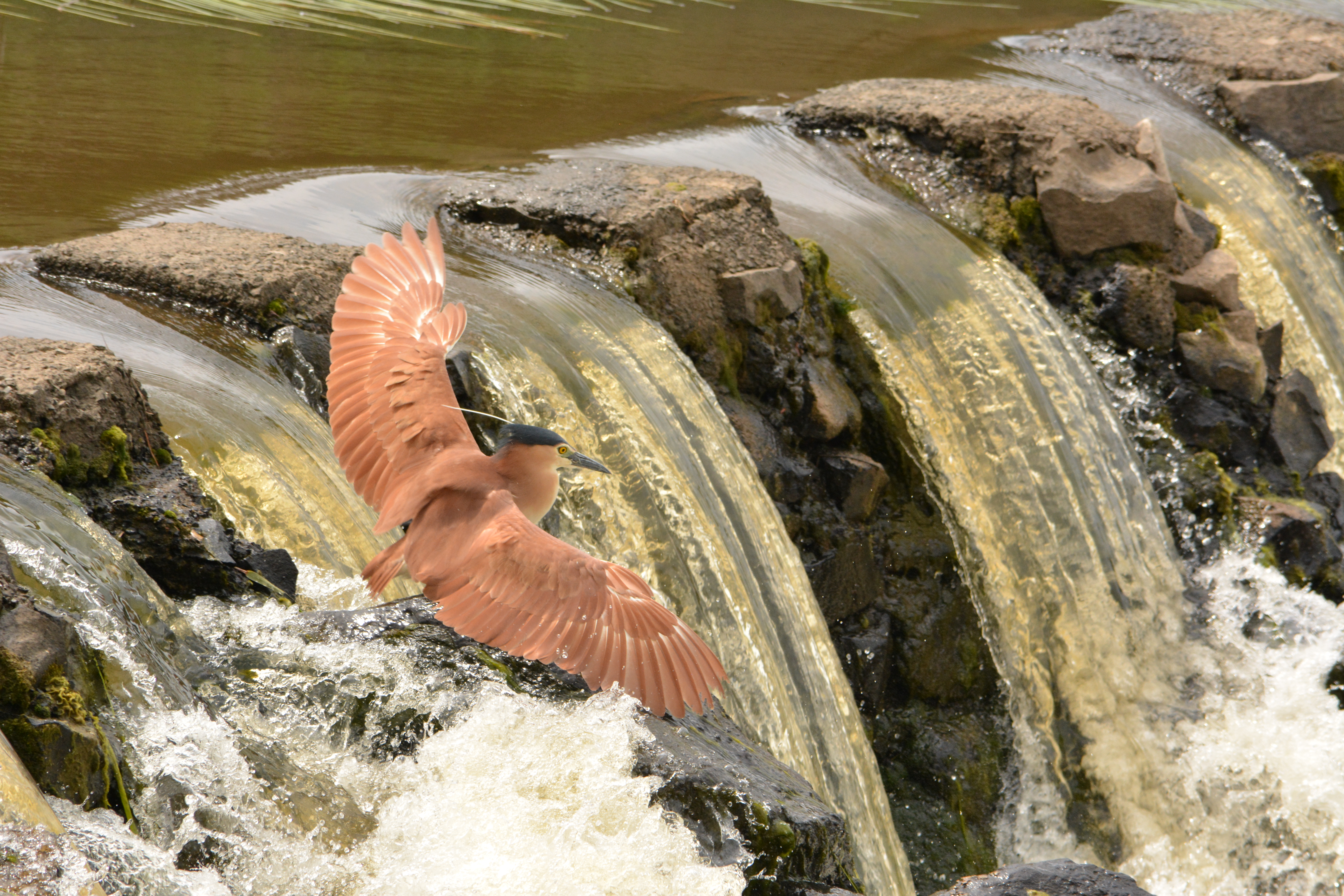
Un bihoreau cannelle survole le Barwon entre Fyansford, Victoria et Highton.

La frontière nord est la rive sud du fleuve Murray, le fleuve lui-même étant en Nouvelle-Galles du Sud, à l'ouest  l'Australie-Méridionale et, particularité originale, au sud, le parallèle 39° 12' qui passe sur 85 mètres au milieu d'une île du détroit de Bass, Boundary Islet (« l'îlot Frontière »), servant de frontière entre le Victoria au nord et la Tasmanie au sud.
Le Victoria contient différentes zones topographiques, géologiques et climatiques: des régions humides, tempérées au sud-est dans le Gippsland, aux montagnes enneigées des Alpes australiennes, extrémité sud de la Cordillère australienne avec le Mont Bogong (1 986 mètres) pour finir par les vastes plaines arides ou semi-arides de l'Ouest et du Nord-Ouest.
Il y a dans l'État un nombre important – pour l'Australie – de cours d'eau. En dehors du Murray, on peut citer les rivières Ovens, Goulburn, King, Campaspe, Loddon, Wimmera, Elgin, Barwon, Thomson, Snowy, Latrobe, Yarra, Maribyrnong, Mitta Mitta et Kiewa.

### Climat
Malgré sa petite taille, l'État du Victoria possède un climat assez varié, de transition entre les influences subtropicales humides à l'est, océanique au sud (île de Tasmanie), méditerranéennes à l'ouest, et semi-arides au nord.
La plaine côtière au sud de la Cordillère australienne a le climat le plus doux du Victoria. Les vents de l'océan Indien contribuent à réduire la chaleur de l'été et le froid de l'hiver. Melbourne et d'autres grandes villes sont situées dans cette région tempérée.
Les régions de Mallee et du haut Wimmera sont les plus chaudes du Victoria avec des températures moyennes maximales dépassant les 30 °C durant l'été et les 15 °C en hiver. Les vents chauds des semi-déserts voisins rehaussent les températures : ainsi le record d'après-guerre (les statistiques météorologiques antérieures sont souvent sujettes à caution) de température maximale de l'État (48,8 °C) a été enregistré à Hopetoun le 7 février 2009, pendant la vague de chaleur qui a frappé le sud-est de l'Australie.
Le Nord-Est des Alpes victoriennes est la région la plus froide du Victoria. La température moyenne est inférieure à 9 °C en hiver et en dessous de 0 °C dans les régions les plus hautes. Le record de température minimale du Victoria (−11,7 °C) a été enregistré à Omeo le 13 juin 1965 et à nouveau à Falls Creek, le 3 juillet 1970.

#### Effets du réchauffement climatique
Selon l'Australian Climate Council, le Victoria est l'État australien le plus touché par les feux de brousse. En raison du changement climatique, le risque et la durée des feux de brousse augmentent. On prévoit que le nombre de jours de risque d’incendie extrême au Victoria continuera d’augmenter à l’avenir. La réduction des émissions de gaz à effet de serre est considérée comme cruciale pour la poursuite du développement. Le réchauffement climatique est donc le point de référence pour l'accumulation statistique de vagues de chaleur extrêmes, notamment les feux de brousse de l'été 2018/2019.

#### Précipitations
Le Victoria est le plus humide des États australiens après la Tasmanie. La pluviométrie augmente du nord au sud, avec des moyennes plus élevées dans les zones d'altitude. Les précipitations annuelles moyennes dépassent 1 800 millimètres dans certaines régions du Nord-Est mais sont inférieures à 270 millimètres dans certains parties du Mallee : Mildura Post Office, 34.18 °S, 142.20 °E, altitude 54 m, est la station climatique la plus aride suivie par le Bureau of Meteorology of the Australian Government, avec une moyenne des précipitations annuelles de 267,9 mm par an sur la période 1889-1949.
Les pluies sont les plus abondantes dans les monts Otway et le Gippsland dans le Sud du Victoria et dans le Nord-Est montagneux. La neige tombe généralement seulement sur les montagnes et les collines du centre de l'État. La pluie tombe le plus souvent en hiver, mais les précipitations estivales sont plus orageuses. Les précipitations sont les plus régulières dans le Gippsland et dans le Sud-Ouest de l'État, rendant les zones agricoles de ces deux régions de premier plan. Le record de précipitations en un jour (375 millimètres) a été enregistré à Tanybryn dans les monts Otway le 22 mars 1983.

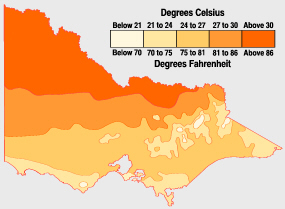
Températures moyennes en janvier: le Nord du Victoria est le plus chaud.
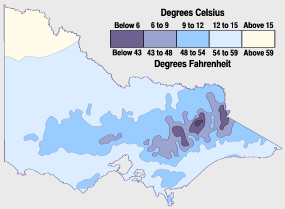
Températures moyennes en juillet: les régions d'altitude sont les plus froides. La neige y tombe.
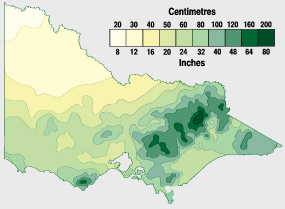
Précipitations moyennes annuelles: les pluies sont concentrées sur le Nord-Est des montagnes et les régions côtières.

## Politique et administration

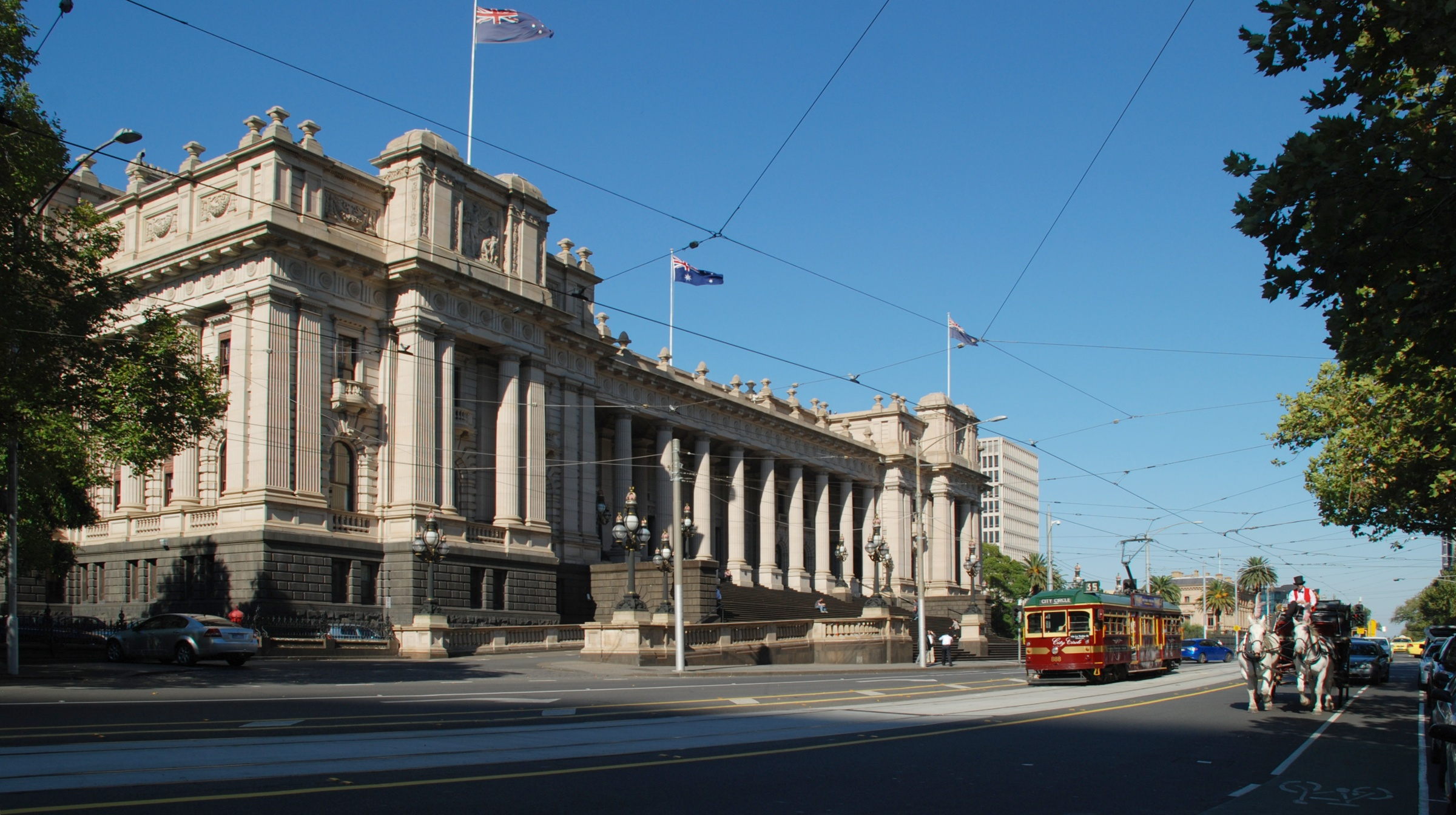
Le Parlement.

Le gouvernement de l'État se fait selon un régime parlementaire basé sur le « Westminster System ».
- Le rôle de chef d'État est assuré par le Gouverneur (Governor) qui est le représentant du roi d'Australie, Charles III.

- Le pouvoir exécutif est assuré par le gouvernement (the Government) formé d'un Premier ministre (Premier) — désigné par le Gouverneur et qui est en pratique le chef du parti politique ou de la coalition ayant eu le plus de sièges à la chambre basse lors des élections parlementaires — et ses ministres qui forment ensemble le Cabinet (the Cabinet). Depuis le 4 décembre 2014, le premier ministre est Daniel Andrews (Parti travailliste australien).

- Le pouvoir législatif qui est assuré par le Parlement (The Parliament of Victoria) formé de deux chambres : la chambre basse ou « Assemblée législative » (the Legislative Assembly) et la chambre haute ou « Conseil législatif » (the Legislative Council)[8].

L'assemblée législative est composée de quatre-vingt-huit membres (Member or Legislative Assembly ou MLA) élus par circonscription électorale (district) pour quatre ans.
Le Conseil législatif est élu différemment : l'État est divisé en huit secteurs électoraux (electorates) et chaque secteur élit cinq représentants (Member of Legislative Council ou MLC) au suffrage proportionnel.
Les textes de lois votés par les deux assemblées (The Bills) doivent recevoir l'accord (The Royal Assent) du gouverneur avant de devenir loi (Laws).
Les élections ont lieu pour les deux chambres tous les quatre ans en novembre. Les dernières élections ont eu lieu le 29 novembre 2014.
L'État du Victoria a une constitution écrite promulguée en 1975, basée sur la constitution coloniale de 1855 ; elle reconnait que l'organe suprême pour voter les lois est le Parlement. La Constitution peut être amendée par le parlement mais si de nouveaux articles devaient être promulgués, ils devraient être auparavant soumis au vote par référendum.
Les électeurs victorians élisent quarante-neuf représentants au Parlement australien : trente-sept à la Chambre des représentants (the House of Representatives) et douze au Sénat (the Senate).

### Subdivisions administratives de l'État du Victoria

Les différents types de zone d'administration locale (').

Le découpage administratif de l'État du Victoria recouvre 79 entités municipales (municipal districts) officiellement désignés sous l'appellation générique de zone d'administration locale (Local Government Areas ou LGA). En 2015, elles se décomposent en 33 « cités » (cities), 39 « comtés » (shires), 6 « bourgs » (rural cities)  et 1 « arrondissement » (borough).
En plus de ces zones d'administration locale, il existe environ une dizaine de secteurs non incorporés qui n'appartiennent à aucune d'entre elles. En 2015, c'est le cas des onze sites suivants : les stations de ski de Mont Hotham et Falls Creek (enclavées dans le comté alpin), celles du Mont Buller et du Mont Stirling (enclavées dans le comté de Mansfield), celle de Lake Mountain (enclavée dans le comté de Murrindindi) et celle du Mont Baw Baw (enclavée dans le comté Baw Baw) ; French Island et Elizabeth Island (en) (dans la baie de Western Port) ; l'Île Gabo (près de la frontière avec la Nouvelle-Galles du Sud) ; la zone de travaux de Yallourn (enclavée dans la ville de Latrobe) et l'île Lady Julia Percy (en) (au large du comté de Moyne).
31 zones d'administration locale, dont 28 « villes » et 3 « comtés », constituent l'agglomération du « Grand Melbourne » (Melbourne Metropolitan Area ou Greater Melbourne).

### Comtés historiques cadastraux de l'État du Victoria

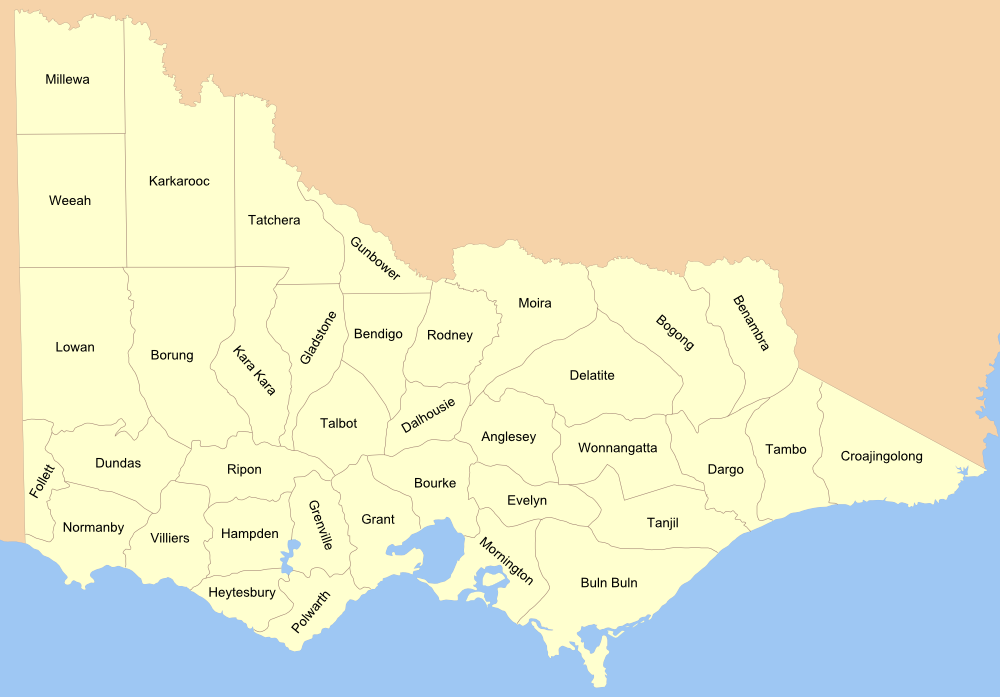
Carte des comtés (counties ou shires) historiques cadastraux de l'État du Victoria.

La création des 37 comtés (county ou shire) historiques de l'État du Victoria s'est faite progressivement dans la seconde moitié du XIXe siècle, en plusieurs étapes : 1849, 1853, 1869, 1870 et 1871.
Ces comtés ne font pas partie des entités administratives mentionnées dans la section précédente. Il s'agit d'un découpage territorial purement cadastral.
La carte ci-contre montre les comtés historiques cadastraux de l'État du Victoria, classés en base par ordre alphabétique, avec leur année de création.

## Population et société

### Démographie
En 2018, la population de l'État du Victoria est estimée à 6 526 400 personnes avec une croissance annuelle de 2,2 %.
Plus de 70 % des habitants du Victoria vivent à Melbourne. La population de Melbourne est estimée à 4,08 millions d'habitants. Les autres villes principales sont Geelong, Ballarat, Bendigo, Shepparton, Mildura, Warrnambool et la vallée Latrobe. Le Victoria est l'État le plus urbanisé d'Australie avec près de 90 % des habitants vivant en ville. Depuis 1871, plus de la moitié de la population est citadine et à l'heure actuelle moins de 12 % vit dans des zones agricoles. L'attrait de Melbourne continue d'exister malgré les efforts du gouvernement pour favoriser l'installation en province.
Environ 72 % des habitants de l'État sont nés en Australie. Le chiffre tombe à environ 66 % à Melbourne mais grimpe à plus de 95 % dans quelques zones rurales dans le nord-ouest du pays. Les deux tiers se disent d'origine australienne, anglaise ou irlandaise, moins de 1 % d'origine aborigène. Les principaux pays d'origine des personnes nées à l'étranger sont le Royaume-Uni, l'Inde, la Chine, la Nouvelle-Zélande et le Viêt Nam.

### Religion
D'après le recensement de 2016, environ 48 % des habitants de l'État se disent chrétiens. Les catholiques forment la plus grande communauté religieuse de l'État (23 %) suivis par les anglicans et les protestants. L'islam représente 3,3 % de la population suivi du bouddhisme (3,1 %) et de l'hindouisme (2,3 %). Le Victoria accueille aussi 42 000 Juifs. 32 % des habitants se disent sans religion.

### Éducation

#### Enseignement primaire et secondaire
Le système d'enseignement public remonte à 1872, quand le gouvernement de l'époque décida la création d'une éducation publique et obligatoire. L'enseignement secondaire débuta en 1910. Avant cette date, il n'y avait qu'un enseignement secondaire privé. Aujourd'hui, l'entrée à l'école se fait à cinq ans et après une année préparatoire, l'enseignement primaire dure six ans ; l'enseignement secondaire dure le même temps. Les dernières années de l'enseignement secondaire deviennent facultatives pour les enfants de plus de seize ans. À la fin du second cycle, les étudiants reçoivent le « Victorian Certificate of Education ». Ceux qui ont réussi leur examen de sortie reçoivent en plus un « passeport » pour l'enseignement supérieur ou « ENTER score ».
Il existe des écoles publiques et privées. Les écoles publiques relèvent directement du gouvernement de l'État et sont sans frais de scolarité en dehors de quelques faux-frais. Les écoles privées sont payantes et sont divisées en écoles confessionnelles relevant généralement de l'Église Catholique Romaine et en « independent schools » élitistes un peu analogues aux « public schools » britanniques. Ces écoles dépendent généralement d'Églises Protestantes. Il existe aussi quelques écoles privées juives ou musulmanes en primaire et en secondaire. Les écoles privées reçoivent un peu d'argent public. Toutes les écoles doivent satisfaire à un certain nombre de critères pour être agréées.
En août 2005, le Victoria avait 1 613 écoles publiques, 484 écoles catholiques et 208 écoles privées non confessionnelles. Un peu moins de 537 000 élèves étaient inscrits dans l'enseignement public et 289 000 dans l'enseignement privé. Près des deux tiers des étudiants du privé fréquentaient les écoles confessionnelles catholiques. Il y avait plus de 455 000 élèves dans l'enseignement primaire et plus de 371 000 dans l'enseignement secondaire. Le pourcentage d'élèves effectuant les deux dernières années d'enseignement secondaire est de 77 % pour les écoles publiques et 90 % pour les écoles privées. L'État comptait environ 60 200 instituteurs et professeurs à plein temps.

#### Enseignement supérieur

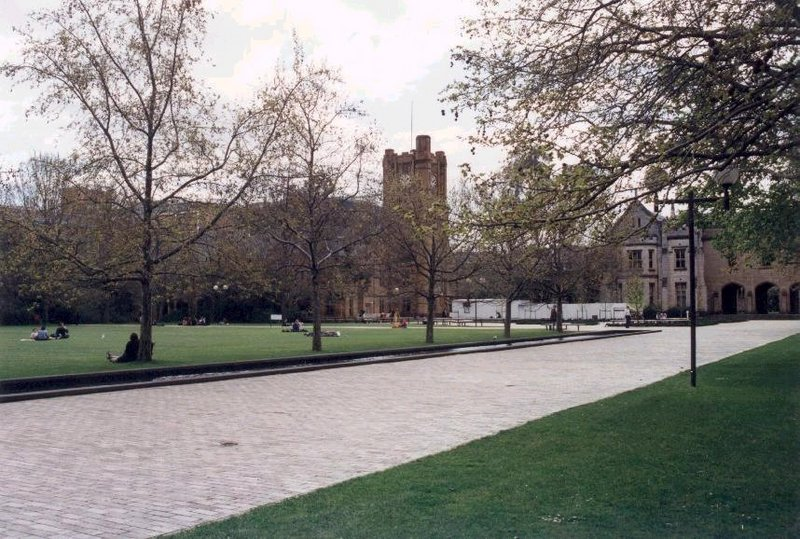
L'université de Melbourne.

L'État du Victoria a neuf universités :
- Université Deakin, Geelong, Melbourne ;
- Université de La Trobe, Melbourne ;
- Université Monash, Clayton, Caulfield, Penninsula (Melbourne) ;
- Institut royal de technologie de Melbourne, Melbourne ;
- Université de technologie Swinburne, Melbourne ;
- Université de Ballarat, Ballarat ;
- Université de Melbourne, Melbourne ;
- Université du Victoria, Melbourne ;
- Université catholique australienne, Melbourne.

La plus ancienne et la plus prestigieuse est l'université de Melbourne (University of Melbourne), qui a ouvert ses portes en 1855. La plus grande, l'université Monash (Monash University), compte près de 56 000 étudiants et est la plus importante de toute l'Australie. Il y avait 241 755 étudiants inscrits en 2004 dans les universités de l'État, en augmentation de 2 % sur l'année précédente. Les étudiants étrangers représentent plus de 30 % des inscrits. Le plus grand nombre d'inscrits est dans le domaine du commerce, de l'économie et de l'administration avec près d'un tiers des étudiants, suivi par les lettres, les sciences humaines et les sciences sociales avec 20 % des inscrits.
Le Victoria a aussi 19 instituts d'« éducation technique post scolaire » (Technical and Further Education (TAFE)). Le premier à être créé a été l'« Institut de mécanique de Melbourne » (Melbourne Mechanics Institute) (ouvert en 1839), devenu actuellement le « Melbourne Athenaum ».
Plus de 1 000 organismes d'éducation permanente sont agréés par le gouvernement et en 2004, il y avait près de 480 700 inscrits dans ce type d'éducation.

## Économie
Le Victoria est la deuxième puissance économique australienne, intervenant pour un quart dans le produit intérieur brut (P.I.B.) de la fédération. La production totale de l'État, en dollars courants, a été d'un peu plus de 222 milliards de dollars australiens (AUD ou AU$) en 2004 soit une production par tête d'habitant de 44 443 AUD.
La croissance économique a été de 3,4 % en 2004, inférieure à la moyenne australienne qui était de 5,2 %. Les branches de la finance, l'assurance et l'immobilier représentent la plus grosse source de revenus tandis que les services publics, sociaux et à la personne sont les plus importants employeurs.
Mais en prenant un seul secteur à la fois, c'est le secteur industriel, pourtant en crise, qui reste le plus gros employeur et fournisseur de revenus de l'État. Un peu plus de 15 % (318 000 personnes) des salariés de l'État travaillent dans l'industrie. Le Victoria est un peu en retrait sur la Nouvelle-Galles du Sud dans ce secteur de l'économie. L'industrie mécanique et les biens d'équipement sont les deux principaux pôles de l'industrie devant les industries alimentaires et l'industrie chimique avec le pétrole et le charbon. Melbourne est le principal centre industriel devant Geelong.
Le développement de centrales électriques dans la vallée Latrobe a permis un début d'industrialisation.
En 2012, l'usine de dessalement de l'État du Victoria, la plus grande d'Australie, destinée à sécuriser l'approvisionnement en eau de la région de Melbourne est achevée.

### La crise économique du début des années 1990

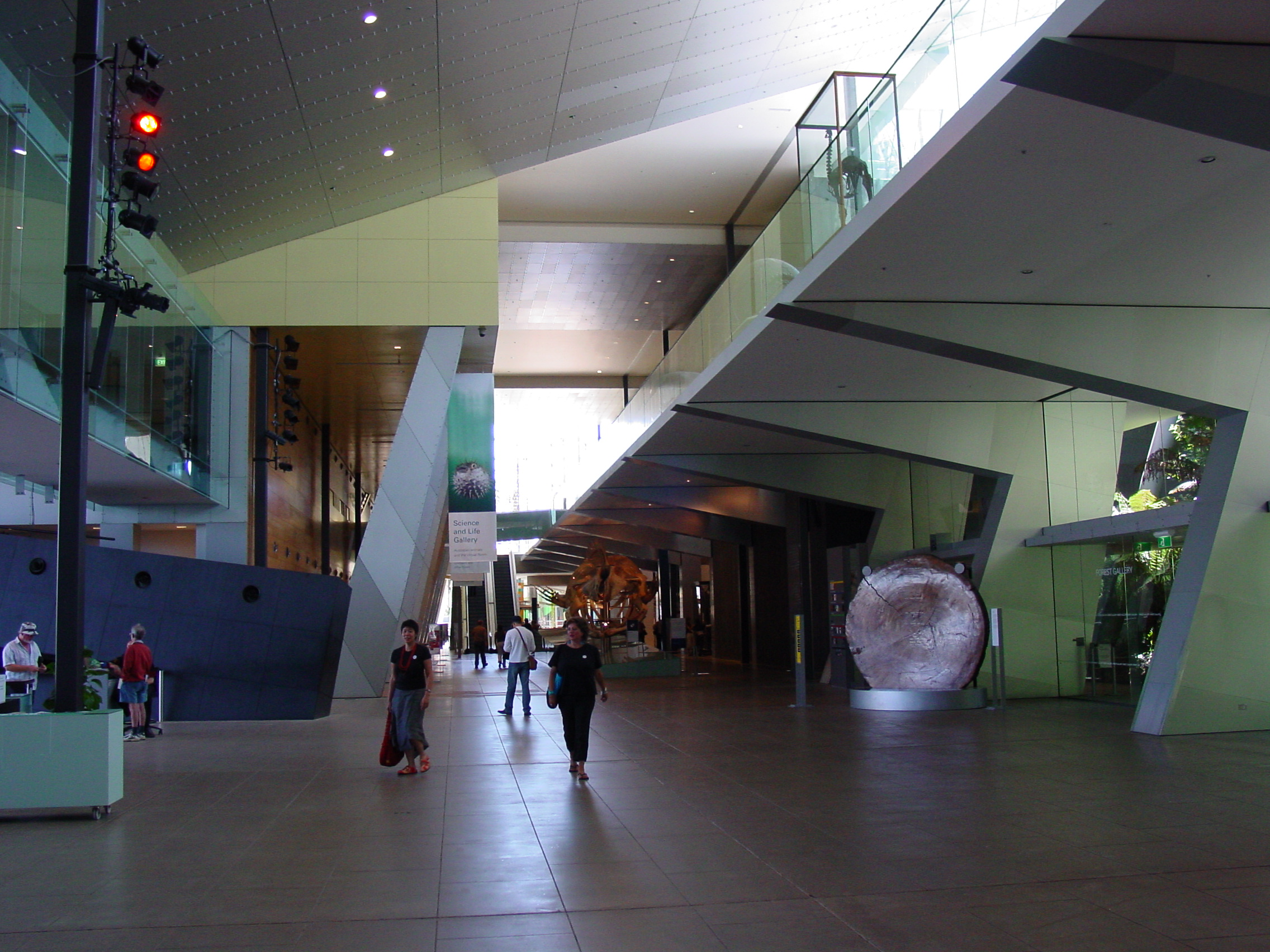
Le « Melbourne Museum ».

Dans les années 1989 à 1992, le Victoria connaît une crise économique pendant le gouvernement de John Cain. Cette crise est largement attribuable au ralentissement de la croissance dans les secteurs immobiliers et industriels ainsi qu'au crash économique provoqué par les faillites de sociétés comme la Pyramid Building Society et la State Bank of Victoria. Il en résulte une augmentation du chômage et un départ d'habitants vers la Nouvelle-Galles-du-Sud et le Queensland.
Pendant la deuxième moitié des années 1990, le gouvernement de Jeff Kennett entreprend de renverser la tendance en pratiquant des coupes massives dans les dépenses de l'État, en privatisant certains secteurs du domaine public (notamment l'électricité, des ports comme celui de Portland et quelques grandes écoles publiques) et en entreprenant toute une série de grands travaux publics surtout dans la région de Melbourne. Ils concernent le Melbourne museum, le square de la Fédération (Federation Square), le Centre des expositions de Melbourne (Melbourne Exhibition and Convention Centre) surnommé le « hangar de Jeff », le Casino royal (Crown Casino), la création d'autoroutes à péage (CityLink tollway) et une campagne de relations publiques vantant les mérites de Melbourne orientée tant vers ses habitants que vers l'extérieur.
Sous le gouvernement travailliste du Premier ministre Steve Bracks (1999-2007), on observe la reprise d'un certain nombre de services publics tandis qu'une politique d'économie est maintenue dans d'autres domaines.

### Agriculture

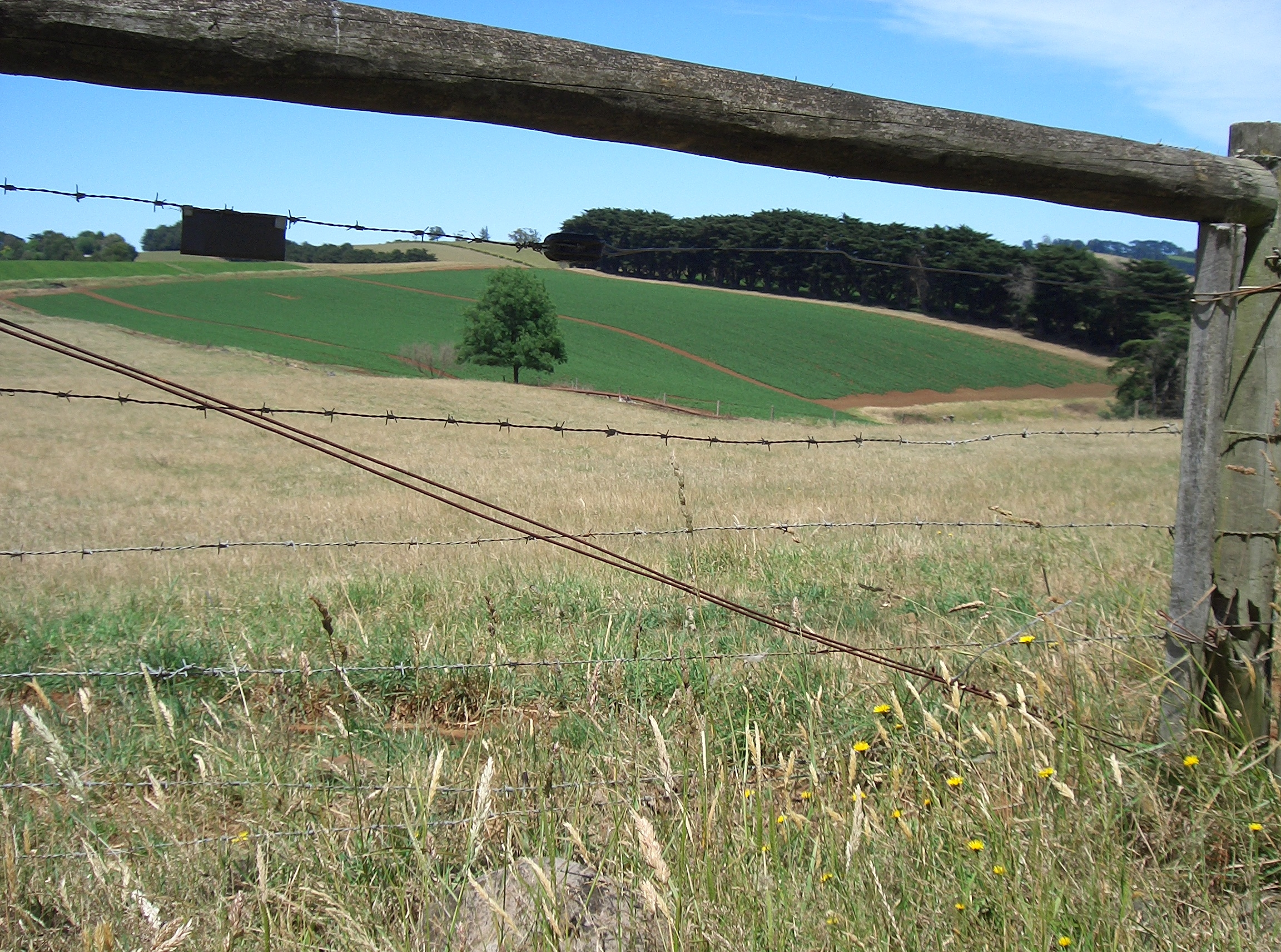
Un champ de pommes de terre à Thorpdale.

Entre 2003 et 2004, le P.I.B. de l'agriculture de l'État a augmenté de 17 % à 8,7 milliards de AU$ ce qui représente 24 % du P.I.B. total.
En 2004, on estimait le nombre de fermes à 32 463, couvrant 136 000 km2, ce qui représente plus de 60 % de la superficie totale de l'État. La taille des exploitations est très variable allant des petites exploitations horticoles aux grandes fermes d'élevage ou de culture céréalière. Un quart de la superficie est utilisé pour des produits de consommation humaine.
Plus de vingt-six mille kilomètres carrés sont consacrés à la culture des céréales surtout dans l'Ouest de l'État ; un peu plus de 50 % est consacrée au blé, 33 % à l'orge et 7 % à l'avoine. Un peu plus de six mille kilomètres carrés sont consacrés au foin. En 2003-04, les cultivateurs ont produit plus de trois millions de tonnes de blé et deux millions de tonnes d'orge. L'État fournit aussi environ la moitié du tabac australien. Les fermes produisent 90 % des poires australiennes et un tiers des pommes. L'État est aussi un important producteur de fruits à noyaux. Les principaux légumes cultivés sont les asperges, les brocolis, les carottes, les pommes de terre et les tomates. Ainsi en 2004 ont été produits 121 200 tonnes de poires et 270 000 tonnes de tomates.
Plus de quatorze millions de moutons et cinq millions d'agneaux paissent sur 10 % des terrains agricoles victoriens, la plupart dans le Nord et l'Est de l'État. En 2004, près de dix millions d'ovins ont été abattus pour la consommation locale et l'exportation. Le Victoria exporte aussi des animaux vivants au Moyen-Orient pour la viande et dans le reste du monde pour la reproduction. Plus de 108 000 tonnes – un cinquième de la production australienne – de laine sont aussi produites au Victoria.
Le Victoria est aussi une région de production laitière. C'est 60 % des trois millions de vaches laitières australiennes qui produisent chaque jour 6,4 millions de litres de lait (les deux tiers de la production australienne). L'État engraisse aussi 2,4 millions de bovins de boucherie et abat chaque année 2,2 millions de veaux et bœufs.
La pêche et l'aquaculture ont permis de commercialiser 11 634 tonnes de produits de la mer valorisés pour 109 millions de AU$. L'ormeau est la principale ressource représentant 46 millions de AUD, suivi par la langouste pour 13,7 millions de AUD. La plupart d'entre eux sont exportés en Asie.

### Industrie minière
L'industrie minière intervient pour trois milliards AU$ (dont deux milliards pour le pétrole et sept cents millions pour le gaz) dans le P.I.B. de l'État mais n'emploie que moins de 1 % des travailleurs. Le lignite, le pétrole et le gaz représentent près de 90 % de ces ressources. Le pétrole et le gaz de la côte du Gippsland à l'est du pays. Mais la production de pétrole s'épuise et ne représente plus que 120 000 barils par jour contre 450 000 dans les années 1980. Cela représente tout de même le tiers de la production totale australienne.
Le lignite se trouve aussi dans le Gippsland et plus particulièrement la vallée Latrobe qui possède les plus grandes réserves connues au monde. La région produit chaque année 66 millions de tonnes utilisés dans les centrales électriques.
Après avoir été à la base du développement de l'État, la production d'or ne représente plus que 1 % de la production de la fédération.
Le Victoria produit aussi du gypse et du kaolin.

### Tourisme

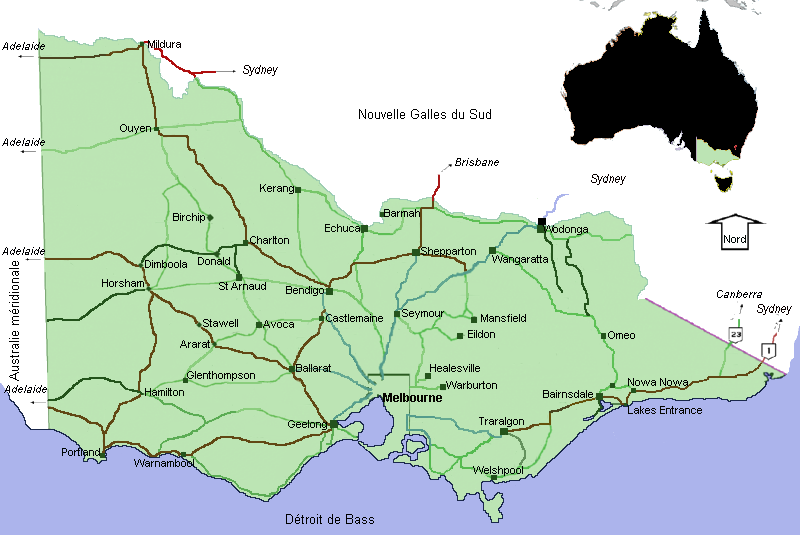
Grands axes et localités de l'État du Victoria.

Les principaux points touristiques de l'État sont :
- la ville de Melbourne avec ces centres commerciaux dans la proche périphérie de la ville mais surtout au centre-ville le Casino Royal, le zoo, le museum, l'aquarium, aux environs, les quais en cours de transformation en un nouveau centre d'affaires, Southbank et St Kilda, des quartiers touristiques mais aussi la Cité des Arts, la National Gallery of Victoria, le Square de la Fédération (qui comprend un musée, des galeries d'art, des auditoriums, des restaurants, des bars, etc.) et le stade de cricket (the Melbourne Cricket Ground) (cent mille places) ;
- les anciennes cités minières de Ballarat, Beechworth, Bendigo, Castlemaine, Maldon et Daylesford ;
- la Great Ocean Road ;

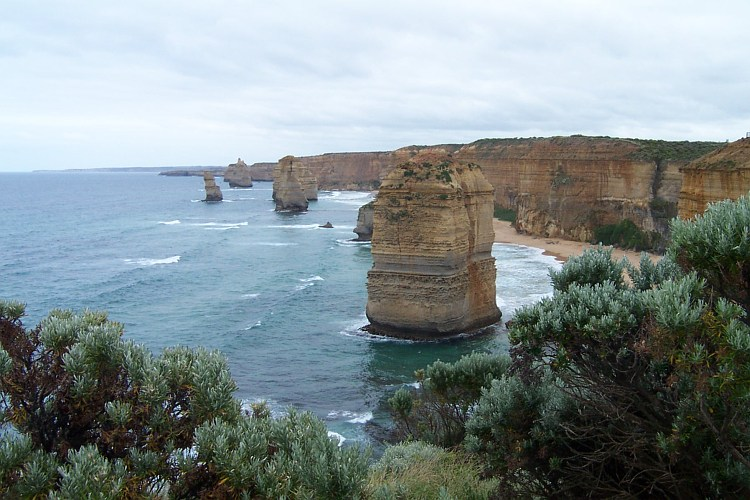
Les douze apôtres.

- les curiosités naturelles telles que « les douze Apôtres » (The Twelve Apostles), le promontoire de Wilson, les Grampians, les grottes Buchan et les lacs du Gippsland ;
- le Mont Dandenong avec son petit train et son zoo abritant des espèces locales ;
- les villes le long du Murray comme Echuca et Mildura avec le ski nautique sur le fleuve ;
- la ville de Geelong avec son front de mer et l'aéroport international ;
- les plages de la péninsule Bellarine qui barre l'entrée de la baie Port Phillips.

## Culture et patrimoine

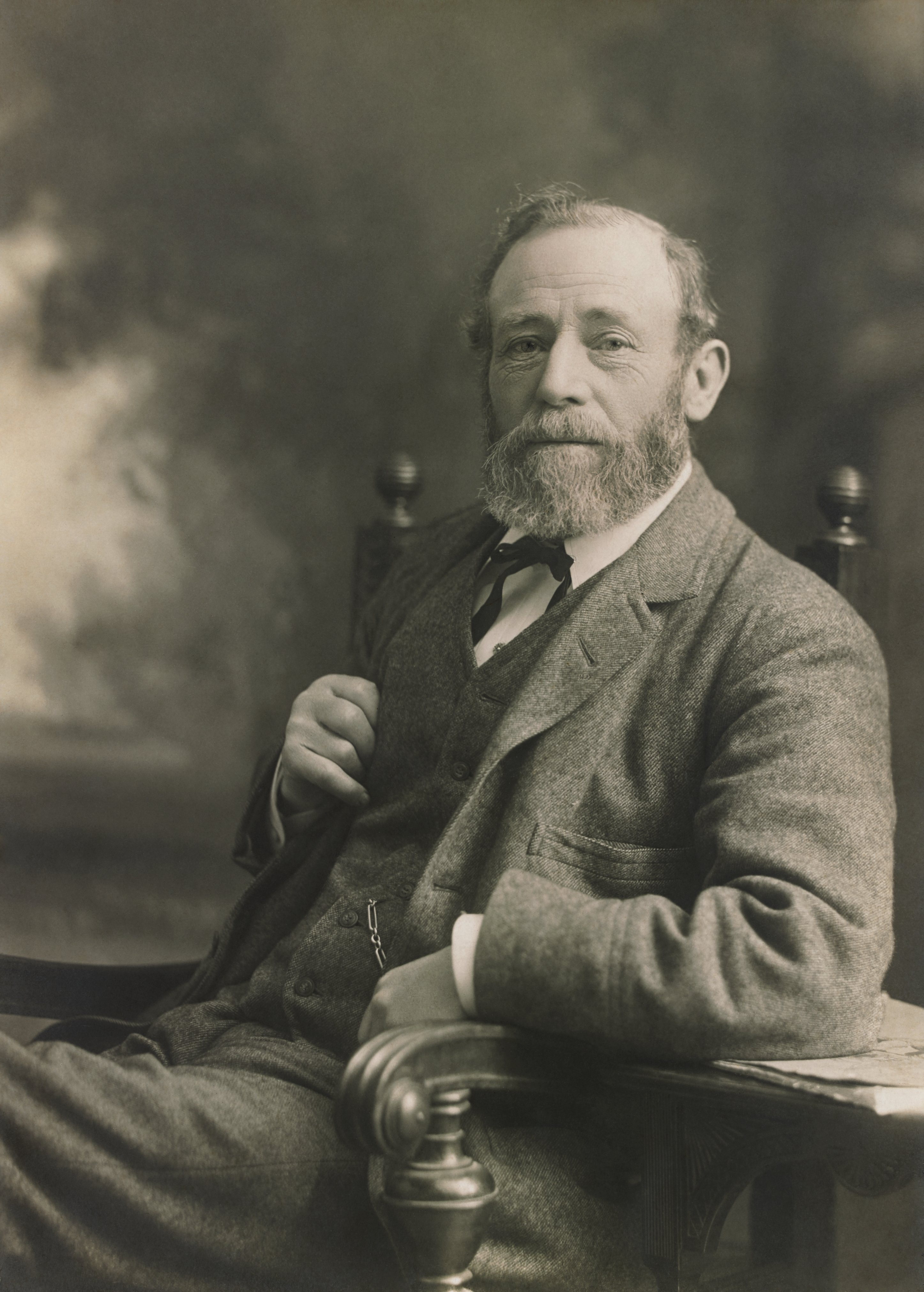
Charles Nettleton, photographe installé dans l'État de Victoria. Entre 1893 et 1900.

### Symboles

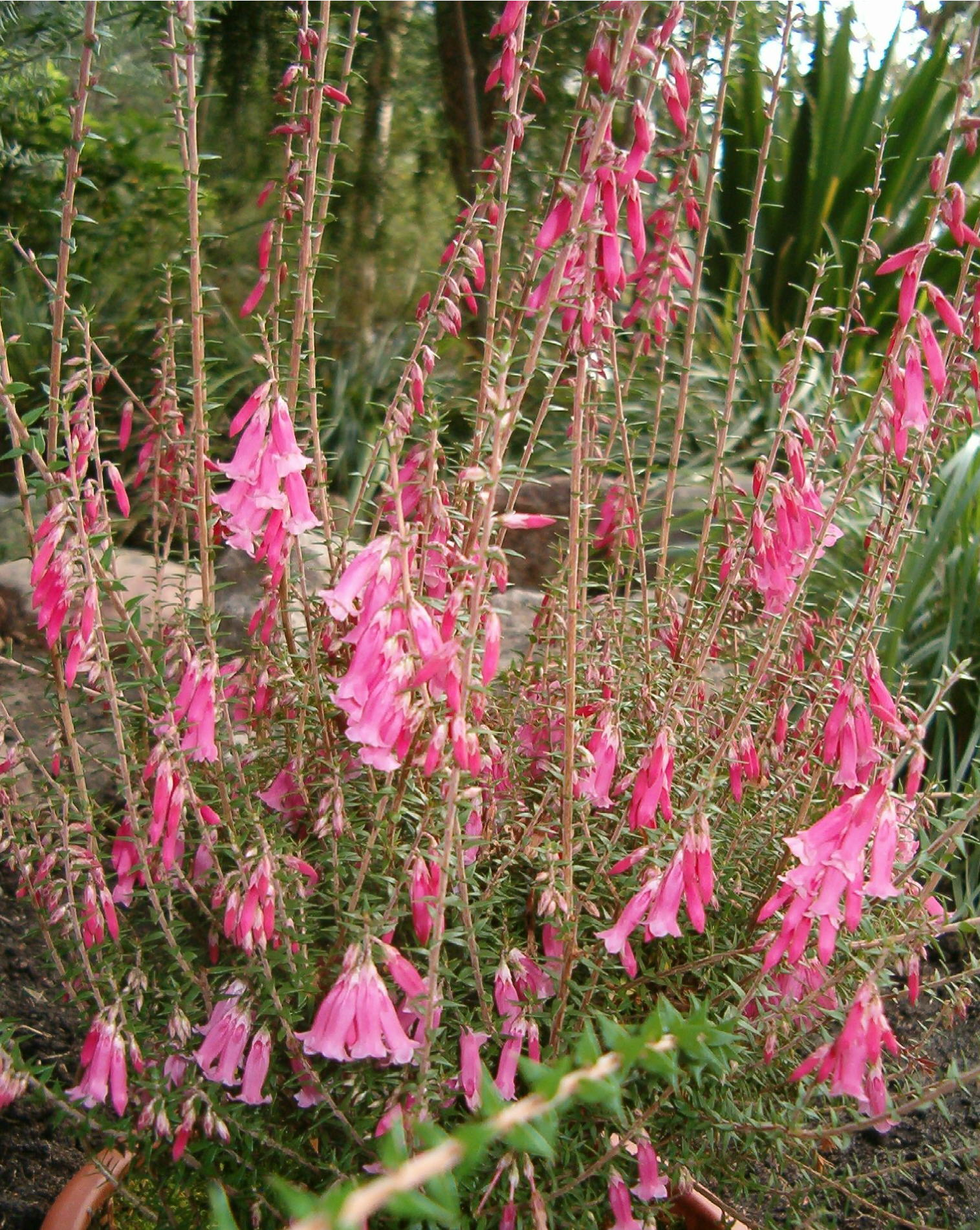
Epacris impressa (Pink Heath), la fleur emblème du Victoria.

Les symboles de l'État sont une fleur : Epacris impressa, un animal : le phalanger de Leadbeater et un oiseau : le Méliphage casqué (en).